# Niedererbach
Niedererbach – miejscowość i gmina w Niemczech, w kraju związkowym Nadrenia-Palatynat, w powiecie Westerwald, wchodzi w skład gminy związkowej Montabaur.